# Cranes in the Sky
«Cranes in the Sky» — песня, записанная американской певицей и актрисой Соланж Ноулз (младшей сестрой Бейонсе), и выпущенная с её 3-го альбома A Seat at the Table 5 октября 2016 года лейблами Saint Records и Columbia Records в качестве третьего сингла. Песня была написана Соланж Ноулз и Рафаэлем Садиком, они же стали продюсерами вместе с Sir Dylan.
Журнал Billboard включил «Cranes in the Sky» в список 100 лучших поп-песен 2016 года на позиции № 12 («100 Best Pop Songs of 2016»).
Редактор журнала Rolling Stone Роб Шеффилд включил «Cranes in the Sky» в список 50 лучших песен 2016 года на позиции № 7 («50 Best Songs of 2016»).
Издание Pitchfork поместило «Cranes in the Sky» на 3-е место в своём списке 100 лучших песен 2016 года («100 best songs of 2016»).
«Cranes in the Sky» выиграл Grammy в категории Лучшее R&B-исполнение.

## Коммерческий успех
Песня заняла позицию № 74 в американском хит-параде Billboard Hot 100. «Cranes in the Sky» также достиг позиции № 28 в чарте Hot R&B/Hip-Hop Songs.

## Музыкальное видео
2 октября 2016 года было выпущено видео на сингл «Cranes in the Sky». Режиссёром выступили сама Соланж и её муж Alan Ferguson.

## Чарты
| Чарт (2016)                                | Высшая позиция |
| ------------------------------------------ | -------------- |
| Бельгия/Фландрия (Ultratip Bubbling Under) | 30             |
| Великобритания (OCC UK Hip Hop/R&B)        | 29             |
| США (Billboard Hot 100)                    | 74             |
| США (Billboard Hot R&B/Hip-Hop Songs)      | 28             |

## Сертификации
| Регион                                                                      | Сертификация | Продажи |
| --------------------------------------------------------------------------- | ------------ | ------- |
| Великобритания (BPI)                                                        | Серебряный   | 200 000 |
| США (RIAA)                                                                  | Золотой      | 500 000 |
| Данные о продажах + прослушиваниях приведены только на основе сертификации. |              |         |